# Personal Computer & Internet
Personal Computer & Internet (o PC&I, de una manera abreviada) es una revista mensual editada por Axel Springer y fundada en febrero de 2003, que se dedica a informar sobre el mundo de la informática centrándose en un usuario con una experiencia media en el sector. Sus ventas están en 92.800 ejemplares, según la OJD, siendo líder de las revistas mensuales de informática en España. Entre 1992 y 2003 se titulaba PCManía. Más tarde pasó a hacerse cargo de la misma el editor Tito Klein, que ya era responsable de otro producto de la compañía, Computer Hoy.

## Secciones
Actualmente Personal Computer & Internet cuenta con estas secciones fijas:
- Actualidad: En esta sección se detallan las últimas novedades en todos los sectores de la informática; además de un apartado dedicado a los virus escrito por Alerta Antivirus, otro dedicado a las cartas al director y, en ocasiones algún reportaje sobre temas relevantes, como por ejemplo el aniversario de Windows, la censura en Internet, el SPAM, etc.

- Hardware: Sección donde se hacen varias comparativas sobre algunos de los productos hardware del sector mediante extensos análisis. Posteriormente se suelen evaluar por separado periféricos y, al final del apartado, se pone un ranking donde aparecen las puntuaciones de todos los artículos evaluados, marcando el número del ejemplar donde se analizó y su precio en el mercado.

- Software: Sección donde se hacen varias comparativas sobre algunos de los productos software del sector mediante extensos análisis. Posteriormente se suelen evaluar por separado otros productos software y, al final del apartado, se pone un ranking donde aparecen las puntuaciones de todos los artículos evaluados, marcando el número del ejemplar donde se analizó y su precio en el mercado.

- Internet: Sección donde se hacen algunos reportajes sobre el mundo de internet. Algunas veces, posteriormente, se suele hacer una comparativa sobre algún producto de internet o entre algunas páginas de internet de una determinada categoría. Después, se suele poner un listado de las páginas de internet más interesantes encontradas por ellos.

- Práctico: Sección en la cual se incluyen cursos prácticos sobre la informática y se pueden hacer consultas sobre problemas que surjan en el PC. En esta sección se incluyen subapartados:
  - Computing: Apartado dedicado a cursos para el sistema operativo, la ofimática, el hardware.
  - Webmaster: Apartado dedicado a cursos sobre internet o programas relacionados con él.
  - Digital Media: Apartado dedicado a cursos sobre programas de edición de imagen o sonido o similares.
  - Personal: Cursos que no se pueden englobar en los 3 apartados anteriores, tales como juegos o móviles.

- Computer Shopping: Lugar de la revista donde se incluyen multitud de anuncios de empresas sobre artículos diversos.

## Crítica
En el período en el que la revista se llamaba PCManía, los lectores se quejaban de varias cosas, entre ellas: La escasez de artículos en torno a Linux y el software libre, la reducción del espacio en la revista dedicado a videojuegos o el creciente aumento de precio de la misma.

## Nueva Generación
En el mes de octubre de 2010 y ya con Marcos Sagrado como editor responsable del producto, la editorial Axel Springer, decide realizar un nuevo rediseño a fondo de Personal Computer & Internet. Para ello vuelve a contar con la ayuda de Pascal J. Marín (actualmente responsable de la Dirección de arte de la división de revistas de motor) para dotar a PC&I de un diseño más actual y acorde con los gustos cambiantes de los lectores potenciales. Ha nacido la segunda generación de PC&I.
El 22 de diciembre de 2017 salió el último número de la revista.